# Orgilus magadanicus
Orgilus magadanicus är en stekelart som beskrevs av Sergey A. Belokobylskij 1998. Orgilus magadanicus ingår i släktet Orgilus och familjen bracksteklar. Inga underarter finns listade i Catalogue of Life.